# Listă de filme americane din 1916
Aceasta este o listă de filme americane din 1916:
| Titlu                               | Regizor                                           | Actori                                                              | Gen               | Note                                                   |
| ----------------------------------- | ------------------------------------------------- | ------------------------------------------------------------------- | ----------------- | ------------------------------------------------------ |
| 20 000 de leghe sub mări            | Stuart Paton                                      | Lois Alexander, Curtis Benton, Wallace Clarke, Allen Holubar        | Acțiune, aventură | După roman omonim de Jules Verne                       |
| A La Cabaret                        | Walter Wright                                     | Ora Carew, Joseph Belmont, Blanche Payson                           | Comedie           |                                                        |
| The Abandonment                     | Donald MacDonald                                  | Forrest Taylor, Harry von Meter, Helene Rosson                      | Drama             |                                                        |
| American Aristocracy                | Lloyd Ingraham                                    | Douglas Fairbanks, Jewel Carmen                                     | Adventure comedy  |                                                        |
| The Americano                       | John Emerson                                      | Douglas Fairbanks                                                   | Adventure         |                                                        |
| Arthur's Desperate Resolve          | William Garwood                                   | William Garwood, Lois Wilson                                        | Comedy            |                                                        |
| The Aryan                           | William S. Hart                                   | William S. Hart, Louise Glaum, Bessie Love                          | Western Drama     | Feature length                                         |
| Behind the Screen                   | Charlie Chaplin                                   | Charlie Chaplin, Edna Purviance, Eric Campbell                      | Comedy            |                                                        |
| Betty of Greystone                  | Allan Dwan                                        | Dorothy Gish, Owen Moore                                            | Drama             | [ 1 ]                                                  |
| Billy's War Brides                  | William Garwood                                   | William Garwood, Sonia Marcelle, Molly Gilmore                      | Comedy            |                                                        |
| The Broken Cross                    | Tom Ricketts                                      | Harold Lockwood, May Allison                                        | Romance           |                                                        |
| The Bondman                         | Edgar Lewis                                       | William Farnum, Dorothy Bernard, L.O. Hart                          | Drama             | Based on the novel by Hall Caine                       |
| Broken Fetters                      | Rex Ingram                                        | Kittens Reichert, Violet Mersereau                                  | Comedy            |                                                        |
| The Bruiser                         | Charles Bartlett                                  | Charlotte Burton, William Russell, George Ferguson, Lizette Thorne  | Drama             |                                                        |
| The Children in the House           | Sidney Franklin                                   | Norma Talmadge, Eugene Pallette                                     | Drama             | [ 2 ]                                                  |
| Civilization                        | Reginald Barker                                   | Howard C. Hickman, Enid Markey, George Fisher                       | Drama             | The first movie to feature Jesus Christ as a character |
| The Count                           | Charlie Chaplin                                   | Charlie Chaplin, Edna Purviance, Eric Campbell                      | Comedy            |                                                        |
| The Craving                         | Charles Bartlett                                  | Charlotte Burton, William Russell, Helene Rosson                    | Drama             |                                                        |
| The Curse of Quon Gwon              | Marion Wong                                       |                                                                     | Drama             |                                                        |
| A Daughter of the Gods              | Herbert Brenon                                    | Annette Kellerman, Hal De Forrest                                   | Drama             |                                                        |
| The Decoy                           | William Garwood                                   | William Garwood, Edward Brady, Lois Wilson                          | Drama             |                                                        |
| Divorce and the Daughter            | Frederick Sullivan                                | Florence La Badie, Edwin Stanley, Ethelmary Oakland                 | Drama             |                                                        |
| The Dream Girl                      | Cecil B. DeMille                                  | Mae Murray, Theodore Roberts, Earle Foxe                            | Drama             |                                                        |
| Dulcie's Adventure                  | James Kirkwood Sr.                                | Mary Miles Minter, Bessie Banks, Marie Van Tassell, Harry von Meter | Drama             |                                                        |
| Energetic Eva                       | Joseph W. Smiley                                  | Eva Tanguay                                                         | Comedy            | [ 3 ]                                                  |
| The Fatal Glass of Beer             | Tod Browning                                      | Elmo Lincoln, Tully Marshall                                        | Comedy            |                                                        |
| The Fate of the Dolphin             | Tom Ricketts                                      | Perry Banks, Edward Coxen                                           | Drama             |                                                        |
| Fatty and Mabel Adrift              | Roscoe "Fatty" Arbuckle                           | Roscoe "Fatty" Arbuckle, Mabel Normand                              | Short comedy      |                                                        |
| Felix on the Job                    | George Felix                                      | Lon Chaney                                                          | Comedy            |                                                        |
| The Fireman                         | Charlie Chaplin                                   | Charlie Chaplin, Edna Purviance, Lloyd Bacon                        | Short comedy      |                                                        |
| The Floorwalker                     | Charlie Chaplin                                   | Charlie Chaplin, Edna Purviance, Eric Campbell, Lloyd Bacon         | Short comedy      | Chaplin's first film for Mutual Films                  |
| The Gamble                          | Tom Ricketts                                      | Harold Lockwood, May Allison                                        | Drama             |                                                        |
| The Gentle Art of Burglary          | Raymond L. Schrock                                | William Garwood, Violet Mersereau                                   | Comedy            |                                                        |
| Going Straight                      | Sidney Franklin                                   | Norma Talmadge, Ralph Lewis                                         | Drama             |                                                        |
| The Good Bad Man                    | Allan Dwan                                        | Douglas Fairbanks, Sam De Grasse                                    | Western           |                                                        |
| Gretchen the Greenhorn              | Sidney Franklin, Chester Franklin                 | Dorothy Gish, Ralph Lewis, Elmo Lincoln                             | Drama             |                                                        |
| The Grey Sisterhood                 | Edward LeSaint                                    | William Garwood, Stella LeSaint, Ogden Crane                        | Mystery           |                                                        |
| The Habit of Happiness              | Allan Dwan                                        | Douglas Fairbanks, George Fawcett                                   | Comedy            |                                                        |
| The Half-Breed                      | Allan Dwan                                        | Douglas Fairbanks, Alma Rubens, Sam De Grasse                       | Western           |                                                        |
| He Wrote a Book                     | William Garwood                                   | William Garwood, Edward Brady                                       | Comedy            |                                                        |
| The Heart of Nora Flynn             | Cecil B. DeMille                                  | Marie Doro, Elliott Dexter                                          | Drama             |                                                        |
| Hell's Hinges                       | William S. Hart, Charles Swickard, Clifford Smith | William S. Hart, Clara Williams                                     |                   |                                                        |
| The Highest Bid                     | William Russell                                   | William Russell, Charlotte Burton                                   | Drama             |                                                        |
| His Picture                         | William Garwood                                   | William Garwood, Violet Mersereau, Clara Beyers                     | Comedy            |                                                        |
| Hoodoo Ann                          | Lloyd Ingraham                                    | Mae Marsh, Robert Harron                                            | Comedy–Drama      |                                                        |
| Hulda from Holland                  | John B. O'Brien                                   | Mary Pickford, Frank Losee                                          | Drama             |                                                        |
| The Innocent Lie                    | Sidney Olcott                                     | Valentine Grant, Jack J. Clark                                      | Drama             |                                                        |
| An Innocent Magdalene               | Allan Dwan                                        | Lillian Gish, Spottiswoode Aitken                                   | Drama             |                                                        |
| Intolerance                         | D. W. Griffith                                    | Mae Marsh, Robert Harron, Constance Talmadge, Lillian Gish          | Epic drama        |                                                        |
| Joan the Woman                      | Cecil B. DeMille                                  | Geraldine Farrar                                                    | Historical        |                                                        |
| La Bohème                           | Albert Capellani                                  | Alice Brady, Paul Capellani                                         | Period drama      |                                                        |
| The League of the Future            | Edward LeSaint                                    | William Garwood                                                     |                   |                                                        |
| Let Katy Do It                      | Sidney Franklin                                   | Jane Grey, Tully Marshall                                           | Drama             | [ 4 ]                                                  |
| Lights of New York                  | Van Dyke Brooke                                   | Leah Baird, Walter McGrail, Adele DeGarde                           | Drama             |                                                        |
| Lillo of the Sulu Seas              | Tom Ricketts                                      | Harold Lockwood, May Allison                                        | Romance           |                                                        |
| Little Eve Edgarton                 | Robert Z. Leonard                                 | Ella Hall, Doris Pawn                                               | Drama             | [ 5 ]                                                  |
| Lonesome Luke Leans to the Literary | Hal Roach                                         | Harold Lloyd, Bebe Daniels                                          | Short comedy      |                                                        |
| Lonesome Luke Lolls in Luxury       | Hal Roach                                         | Harold Lloyd, Bebe Daniels                                          | Short comedy      |                                                        |
| Lonesome Luke, Circus King          | Hal Roach                                         | Harold Lloyd, Bebe Daniels                                          | Short comedy      |                                                        |
| The Love Girl                       | Robert Z. Leonard                                 | Ella Hall, Adele Farrington                                         | Drama             | [ 6 ]                                                  |
| The Love Hermit                     | Jack Prescott                                     | William Russell, Charlotte Burton                                   | Drama             |                                                        |
| Luke and the Bang-Tails             | Hal Roach                                         | Harold Lloyd                                                        | Short comedy      |                                                        |
| Luke and the Bomb Throwers          | Hal Roach                                         | Harold Lloyd                                                        | Short comedy      |                                                        |
| Luke and the Mermaids               | Hal Roach                                         | Harold Lloyd                                                        | Short comedy      |                                                        |
| Luke and the Rural Roughnecks       | Hal Roach                                         | Harold Lloyd                                                        | Short comedy      |                                                        |
| Luke Does the Midway                | Hal Roach                                         | Harold Lloyd                                                        | Short comedy      |                                                        |
| Luke Foils the Villain              | Hal Roach                                         | Harold Lloyd                                                        | Short comedy      |                                                        |
| Luke Joins the Navy                 | Hal Roach                                         | Harold Lloyd                                                        | Short comedy      |                                                        |
| Luke Laughs Last                    | Hal Roach                                         | Harold Lloyd                                                        | Short comedy      |                                                        |
| Luke Locates the Loot               | Hal Roach                                         | Harold Lloyd                                                        | Short comedy      |                                                        |
| Luke Lugs Luggage                   | Hal Roach                                         | Harold Lloyd                                                        | Short comedy      |                                                        |
| Luke Pipes the Pippins              | Hal Roach                                         | Harold Lloyd                                                        | Short comedy      |                                                        |
| Luke Rides Roughshod                | Hal Roach                                         | Harold Lloyd                                                        | Short comedy      |                                                        |
| Luke, Crystal Gazer                 | Hal Roach                                         | Harold Lloyd                                                        | Short comedy      |                                                        |
| Luke, Patient Provider              | Hal Roach                                         | Harold Lloyd                                                        | Short comedy      |                                                        |
| Luke, Rank Impersonator             | Hal Roach                                         | Harold Lloyd                                                        | Short comedy      |                                                        |
| Luke, the Candy Cut-Up              | Hal Roach                                         | Harold Lloyd                                                        | Short comedy      |                                                        |
| Luke, the Chauffeur                 | Hal Roach                                         | Harold Lloyd                                                        | Short comedy      |                                                        |
| Luke, the Gladiator                 | Hal Roach                                         | Harold Lloyd                                                        | Short comedy      |                                                        |
| Luke's Double                       | Hal Roach                                         | Harold Lloyd                                                        | Short comedy      |                                                        |
| Luke's Fatal Flivver                | Hal Roach                                         | Harold Lloyd                                                        | Short comedy      |                                                        |
| Luke's Fireworks Fizzle             | Hal Roach                                         | Harold Lloyd                                                        | Short comedy      |                                                        |
| Luke's Late Lunchers                | Hal Roach                                         | Harold Lloyd                                                        | Short comedy      |                                                        |
| Luke's Lost Lamb                    | Hal Roach                                         | Harold Lloyd                                                        | Short comedy      |                                                        |
| Luke's Movie Muddle                 | Hal Roach                                         | Harold Lloyd                                                        | Short comedy      |                                                        |
| Luke's Newsie Knockout              | Hal Roach                                         | Harold Lloyd                                                        | Short comedy      |                                                        |
| Luke's Preparedness Preparations    | Hal Roach                                         | Harold Lloyd                                                        | Short comedy      |                                                        |
| Luke's Shattered Sleep              | Hal Roach                                         | Harold Lloyd                                                        | Short comedy      |                                                        |
| Luke's Society Mixup                | Hal Roach                                         | Harold Lloyd                                                        | Short comedy      |                                                        |
| Luke's Speedy Club Life             | Hal Roach                                         | Harold Lloyd                                                        | Short comedy      |                                                        |
| Luke's Washful Waiting              | Hal Roach                                         | Harold Lloyd                                                        | Short comedy      |                                                        |
| Macbeth                             | John Emerson                                      | Herbert Beerbohm Tree, Constance Collier, Wilfred Lucas             | Drama             |                                                        |
| Madame X                            | George F. Marion                                  | Dorothy Donnelly, John Bowers                                       | Drama             |                                                        |
| The Man Who Would Not Die           | William Russell, Jack Prescott                    | Charlotte Burton, Harry Keenan                                      | Drama             |                                                        |
| The Man in the Sombrero             | Tom Ricketts                                      | Harold Lockwood, May Allison, William Stowell                       | Romantic drama    |                                                        |
| Manhattan Madness                   | Allan Dwan                                        | Douglas Fairbanks, Jewel Carmen                                     | Comedy            |                                                        |
| Maria Rosa                          | Cecil B. DeMille                                  | Geraldine Farrar, Wallace Reid                                      | Drama             |                                                        |
| Martha's Vindication                | Sidney Franklin                                   | Norma Talmadge, Seena Owen                                          | Drama             | [ 7 ]                                                  |
| Matching Dreams                     | B. Reeves Eason                                   | Sylvia Ashton, Vivian Rich                                          | Short comedy      |                                                        |
| A Message to Garcia                 | Richard Ridgley                                   | Mabel Trunnelle, Charles Sutton                                     |                   | Based on an essay by Elbert Hubbard                    |
| The Missing Links                   | Lloyd Ingraham                                    | Thomas Jefferson, Elmer Clifton, Robert Harron                      | Drama             |                                                        |
| The Moonshiners                     | Roscoe "Fatty" Arbuckle                           | Joe Bordeaux, J. Herbert Frank                                      | Short comedy      |                                                        |
| Oliver Twist                        | James Young                                       | Marie Doro, Tully Marshall                                          | Drama             |                                                        |
| One A.M.                            | Charlie Chaplin                                   | Charlie Chaplin                                                     | Short comedy      |                                                        |
| The Other Side of the Door          | Tom Ricketts                                      | Harold Lockwood, May Allison                                        | Romantic drama    |                                                        |
| The Pawnshop                        | Charlie Chaplin                                   | Charlie Chaplin, Edna Purviance, Henry Bergman                      | Short comedy      |                                                        |
| Pay Dirt                            | Henry King                                        | Henry King, Marguerite Nichols                                      | Drama             | [ 8 ]                                                  |
| The Plow Girl                       | Robert Z. Leonard                                 | Mae Murray, Elliott Dexter                                          | Drama             |                                                        |
| Police                              | Charlie Chaplin                                   | Charlie Chaplin, Edna Purviance, Wesley Ruggles                     | Short comedy      |                                                        |
| Ramona                              | Donald Crisp                                      | Adda Gleason, Mabel Van Buren, Ann Dvorak                           | Drama             |                                                        |
| The Release of Dan Forbes           | Donald MacDonald                                  | Helene Rosson, William Stowell, Harry von Meter                     | Drama             |                                                        |
| The Rink                            | Charlie Chaplin                                   | Charlie Chaplin, Edna Purviance                                     | Short comedy      |                                                        |
| A Sanitarium Scramble               | B. Reeves Eason                                   | Sylvia Ashton                                                       | Comedy            |                                                        |
| Secret Love                         | Robert Z. Leonard                                 | Jack Curtis, Helen Ware                                             | Drama             |                                                        |
| The Secret Wire                     | Thomas Ricketts                                   | Harold Lockwood, May Allison                                        | Romance           |                                                        |
| Sequel to the Diamond from the Sky  | Edward Sloman                                     | William Russell, Dodo Newton                                        |                   |                                                        |
| Shadows                             | B. Reeves Eason                                   | Frank Mayo                                                          |                   |                                                        |
| Sherlock Holmes                     | Arthur Berthelet                                  | William Gillette, Edward Fielding                                   | Mystery           |                                                        |
| A Sister of Six                     | Sidney Franklin, Chester Franklin                 | Ben Lewis, Bessie Love                                              | Western           |                                                        |
| The Smugglers of Santa Cruz         | Donald MacDonald                                  | Charlotte Burton                                                    | Drama             |                                                        |
| Snow White                          | J. Searle Dawley                                  | Marguerite Clark                                                    | Fantasy           |                                                        |
| A Society Sherlock                  | William Garwood                                   | William Garwood, Irma Dawkins                                       | Comedy            |                                                        |
| A Soul at Stake                     | William Garwood                                   | Andrew Arbuckle, Lois Wilson                                        | Drama             |                                                        |
| The Soul's Cycle                    | Ulysses Davis                                     | Patricia Palmer                                                     | Drama             |                                                        |
| Stampede in the Night               | Jacques Jaccard                                   | Hoot Gibson, Olive Carey                                            | Western           |                                                        |
| The Stepping Stone                  | Reginald Barker, Thomas H. Ince                   | Frank Keenan, Mary Boland                                           | Drama             |                                                        |
| The Strength of Donald McKenzie     | William Russell                                   | William Russell, Jack Prescott                                      | Drama             |                                                        |
| Them Was the Happy Days!            | Hal Roach                                         | Harold Lloyd, Bebe Daniels                                          | Comedy            |                                                        |
| The Thoroughbred                    | Charles Bartlett                                  | Charlotte Burton, Jack Prescott                                     | Drama             |                                                        |
| Three Fingered Jenny                | Edward LeSaint                                    | William Garwood, Stella LeSaint, Carmen Phillips                    | Mystery           |                                                        |
| Time and Tide                       | B. Reeves Eason                                   | Hugh Bennett                                                        | Drama             |                                                        |
| To Have and to Hold                 | George Melford                                    | Mae Murray, Wallace Reid                                            | Adventure         |                                                        |
| The Torch Bearer                    | William Russell                                   | Charlotte Burton, Harry Keenan                                      | Drama             |                                                        |
| The Trail of the Lonesome Pine      | Cecil B. DeMille                                  | Charlotte Walker, Thomas Meighan                                    | Drama             |                                                        |
| True Nobility                       | Donald MacDonald                                  | Helene Rosson, Forrest Taylor                                       | Drama             |                                                        |
| The Twinkler                        | Edward Sloman                                     | William Russell, Charlotte Burton                                   | Crime             |                                                        |
| Two Seats at the Opera              | William Garwood                                   | William J. Welsh                                                    | Comedy            |                                                        |
| Under Two Flags                     | J. Gordon Edwards                                 | Theda Bara, Herbert Heyes                                           | Drama             |                                                        |
| The Undertow                        | Frank Thorne                                      | Franklin Ritchie, Helene Rosson                                     | Drama             |                                                        |
| The Vagabond                        | Charles Chaplin                                   | Charles Chaplin, Edna Purviance                                     | Comedy            |                                                        |
| Viviana                             | B. Reeves Eason                                   | Sylvia Ashton                                                       | Drama             |                                                        |
| Where Are My Children?              | Phillips Smalley                                  | Tyrone Power Sr, Juan de la Cruz                                    | Crime drama       |                                                        |
| The White Rosette                   | Donald MacDonald                                  | Eugenie Forde, Richard La Reno                                      | Drama             |                                                        |
| Youth's Endearing Charm             | William C. Dowlan                                 | Mary Miles Minter, Wallace MacDonald                                | Drama             |                                                        |